# Chi Hòa mây
Calamagrostis là một chi thực vật có hoa trong họ Hòa thảo (Poaceae).

## Loài
Chi Calamagrostis gồm các loài:
- Calamagrostis abnormis (Hook.f.) U.Shukla
- Calamagrostis acuminata (Vickery) Govaerts
- Calamagrostis × acutiflora (Schrad.) DC.
- Calamagrostis affinis (M.Gray) Govaerts
- Calamagrostis ajanensis Kharkev. & Prob.
- Calamagrostis alajica Litv.
- Calamagrostis alba (J.Presl) Steud.
- Calamagrostis albiflora Vaniot
- Calamagrostis altaica Tzvelev
- Calamagrostis amoena (Pilg.) Pilg.
- Calamagrostis ampliflora Tovar
- Calamagrostis × andrejewii Litv.
- Calamagrostis angustifolia Kom.
- Calamagrostis anthoxanthoides (Munro) Regel
- Calamagrostis appressa (Vickery) Govaerts
- Calamagrostis archboldii Hitchc.
- Calamagrostis arundinacea (L.) Roth
- Calamagrostis atjehensis Ohwi
- Calamagrostis aurea (Munro) Hack. ex Sodiro
- Calamagrostis australis (Moritzi) Buse
- Calamagrostis austrodensa Govaerts
- Calamagrostis austroscaberula Govaerts
- Calamagrostis autumnalis Koidz.
- Calamagrostis avenoides (Hook.f.) Cockayne
- Calamagrostis × badzhalensis Prob.
- Calamagrostis baicalensis (Litv.) Steph. ex Komarov
- Calamagrostis balkharica P.A.Smirn.
- Calamagrostis benthamiana (Vickery) Govaerts
- Calamagrostis × bihariensis Simonk.
- Calamagrostis bogotensis (Pilg.) Pilg.
- Calamagrostis bolanderi Thurb.
- Calamagrostis boliviensis Hack.
- Calamagrostis borii Tzvelev
- Calamagrostis boyacensis Swallen & Garc.-Barr.
- Calamagrostis brachyathera (Stapf) Govaerts
- Calamagrostis brassii Hitchc.
- Calamagrostis breviaristata (Wedd.) Pilg.
- Calamagrostis brevifolia (J.Presl) Steud.
- Calamagrostis breweri Thurb.
- Calamagrostis cabrerae Parodi
- Calamagrostis cainii Hitchc.
- Calamagrostis calderillensis Pilg.
- Calamagrostis canadensis (Michx.) P.Beauv.
- Calamagrostis canescens (Weber) Roth
- Calamagrostis carchiensis Laegaard
- Calamagrostis carinata (Vickery) Govaerts
- Calamagrostis caucasica Trin.
- Calamagrostis cephalantha Pilg.
- Calamagrostis chalybaea (Laest.) Fr.
- Calamagrostis chaseae Luces
- Calamagrostis chilensis Phil.
- Calamagrostis chrysantha (J.Presl) Steud.
- Calamagrostis chrysophylla (Phil.) Govaerts
- Calamagrostis cleefii Escalona
- Calamagrostis clipeata Vaniot
- Calamagrostis coahuilensis P.M.Peterson, Soreng & Valde´s-Reyna
- Calamagrostis coarctata Eaton
- Calamagrostis conferta (Keng) P.C.Kuo & S.L.Lu
- Calamagrostis × conwentzii Ulbr.
- Calamagrostis cordechii Govaerts
- Calamagrostis crassiuscula (Vickery) Govaerts
- Calamagrostis crispa (Rugolo & Villav.) Govaerts
- Calamagrostis cryptolopha (Wedd.) Hitchc.
- Calamagrostis curta (Wedd.) Hitchc.
- Calamagrostis curtoides (Rugolo & Villav.) Govaerts
- Calamagrostis curvula (Wedd.) Pilg.
- Calamagrostis cuzcoensis Tovar
- Calamagrostis × czerepanovii Husseinov
- Calamagrostis debilis Hook.f.
- Calamagrostis decipiens (R.Br.) Govaerts
- Calamagrostis decora Hook.f.
- Calamagrostis densiflora (J.Presl) Steud.
- Calamagrostis deschampsiiformis C.E.Hubb.
- Calamagrostis deschampsioides Trin.
- Calamagrostis deserticola (Phil.) Phil.
- Calamagrostis diemii (Rúgolo) Soreng
- Calamagrostis diffusa (Keng) Keng f.
- Calamagrostis distantifolia Luchnik
- Calamagrostis divaricata P.M.Peterson & Soreng
- Calamagrostis divergens Swallen
- Calamagrostis dmitrievae Tzvelev
- Calamagrostis drummondii (Steud.) Govaerts
- Calamagrostis ecuadoriensis Laegaard
- Calamagrostis effusa (Kunth) Steud.
- Calamagrostis effusiflora (Rendle) P.C.Kuo & S.L.Lu ex J.L.Yang
- Calamagrostis elatior (Griseb.) A.Camus
- Calamagrostis eminens (J.Presl) Steud.
- Calamagrostis emodensis Griseb.
- Calamagrostis epigejos (L.) Roth
- Calamagrostis erectifolia Hitchc.
- Calamagrostis eriantha (Kunth) Steud.
- Calamagrostis expansa (Munro ex Hillebr.) Hitchc.
- Calamagrostis fauriei Hack.
- Calamagrostis fibrovaginata Laegaard
- Calamagrostis fiebrigii Pilg.
- Calamagrostis filifolia Merr.
- Calamagrostis filipes (Keng) P.C.Kuo & S.L.Lu ex J.L.Yang
- Calamagrostis flaccida Keng f.
- Calamagrostis foliosa Kearney
- Calamagrostis frigida (Benth.) Maiden & Betche
- Calamagrostis fulgida Laegaard
- Calamagrostis fulva (Griseb.) Kuntze
- Calamagrostis fuscata (J.Presl) Steud.
- Calamagrostis gayana (Steud.) Soreng
- Calamagrostis gigas Takeda
- Calamagrostis glacialis (Wedd.) Hitchc.
- Calamagrostis griffithii (Bor) G.Singh
- Calamagrostis guamanensis Escalona
- Calamagrostis guatemalensis Hitchc.
- Calamagrostis gunniana (Nees) Reeder
- Calamagrostis hackelii Lillo ex Stuck.
- Calamagrostis hakonensis Franch. & Sav.
- Calamagrostis × hartmaniana Fr.
- Calamagrostis × haussknechtiana Torges
- Calamagrostis hedbergii Melderis
- Calamagrostis henryi (Rendle) P.C.Kuo & S.L.Lu ex J.L.Yang
- Calamagrostis heterophylla (Wedd.) Pilg.
- Calamagrostis hieronymi Hack.
- Calamagrostis hillebrandii (Munro ex Hillebr.) C.L.Hitchc.
- Calamagrostis hirta (Sodiro ex Mille) Laegaard
- Calamagrostis holciformis Jaub. & Spach
- Calamagrostis holmii Lange
- Calamagrostis howellii Vasey
- Calamagrostis hupehensis (Rendle) Chase
- Calamagrostis imbricata (Vickery) Govaerts
- Calamagrostis inaequalis (Vickery) Govaerts
- Calamagrostis inexpansa A.Gray
- Calamagrostis insperata Swallen
- Calamagrostis intermedia (J.Presl) Steud.
- Calamagrostis involuta Swallen
- Calamagrostis jamesonii Steud.
- Calamagrostis kalarica Tzvelev
- Calamagrostis kengii T.F.Wang
- Calamagrostis killipii Swallen
- Calamagrostis koelerioides Vasey
- Calamagrostis kokonorica Keng ex Tzvelev
- Calamagrostis korotkyi Litv.
- Calamagrostis korshinskyi Litv.
- Calamagrostis × kotulae Zapal.
- Calamagrostis × kuznetzovii Tzvelev
- Calamagrostis lahulensis G.Singh
- Calamagrostis lapponica (Wahlenb.) Hartm.
- Calamagrostis lawrencei (Vickery) Govaerts
- Calamagrostis leiophylla (Wedd.) Hitchc.
- Calamagrostis leonardii Chase
- Calamagrostis levipes (Keng) P.C.Kuo & S.L.Lu ex J.L.Yang
- Calamagrostis licentiana Hand.-Mazz.
- Calamagrostis ligulata (Kunth) Hitchc.
- Calamagrostis linifolia Govaerts
- Calamagrostis llanganatensis Laegaard
- Calamagrostis longiseta Hack.
- Calamagrostis macbridei Tovar
- Calamagrostis macilenta (Griseb.) Litv.
- Calamagrostis macrophylla (Pilg.) Pilg.
- Calamagrostis malamalensis Hack. ex Stuck.
- Calamagrostis mandoniana (Wedd.) Pilg.
- Calamagrostis matsumurae Maxim.
- Calamagrostis mckiei (Vickery) Govaerts
- Calamagrostis menhoferi Govaerts
- Calamagrostis mesathera (Vickery) Govaerts
- Calamagrostis microseta (Vickery) Govaerts
- Calamagrostis minarovii Hüseyin
- Calamagrostis minima (Pilg.) Tovar
- Calamagrostis minor (Benth.) J.M.Black
- Calamagrostis mollis Pilg.
- Calamagrostis montanensis (Scribn.) Scribn. ex Vasey
- Calamagrostis moupinensis Franch.
- Calamagrostis muiriana B.L.Wilson & Sami Gray
- Calamagrostis mulleri Luces
- Calamagrostis munroi Boiss.
- Calamagrostis nagarum (Bor) G.Singh
- Calamagrostis nardifolia (Griseb.) Hack. ex Stuck.
- Calamagrostis neesii Steud.
- Calamagrostis neocontracta Govaerts
- Calamagrostis niitakayamensis Honda
- Calamagrostis ningxiaensis D.Z.Ma & J.N.Li
- Calamagrostis nitidula Pilg.
- Calamagrostis nivicola (Hook.f.) Hand.-Mazz.
- Calamagrostis nudiflora (Vickery) Govaerts
- Calamagrostis nutkaensis (J.Presl) Steud.
- Calamagrostis obtusata Trin.
- Calamagrostis ophitidis (Howell) Nygren
- Calamagrostis orbignyana (Wedd.) Pilg.
- Calamagrostis orizabae (Rupr. ex E.Fourn.) Beal
- Calamagrostis ovata (J.Presl) Steud.
- Calamagrostis × paradoxa Lipsky
- Calamagrostis parsana (Bor) M.Dogan
- Calamagrostis parviseta (Vickery) Reeder
- Calamagrostis patagonica (Speg.) Makloskie
- Calamagrostis pavlovii (Roshev.) Roshev.
- Calamagrostis perplexa Scribn.
- Calamagrostis petelotii (Hitchc.) Govaerts
- Calamagrostis pickeringii A.Gray
- Calamagrostis pinetorum Swallen
- Calamagrostis pisinna Swallen
- Calamagrostis pittieri Hack.
- Calamagrostis planifolia (Kunth) Trin. ex Steud.
- Calamagrostis poluninii T.J.Sørensen
- Calamagrostis polycephala Vaniot
- Calamagrostis polygama (Griseb.) Parodi
- Calamagrostis × ponojensis Montell
- Calamagrostis porteri A.Gray
- Calamagrostis × prahliana Torges
- Calamagrostis preslii (Kunth) Hitchc.
- Calamagrostis pringlei Beal
- Calamagrostis przevalskyi Tzvelev
- Calamagrostis × pseudodeschampsioides Tzvelev
- Calamagrostis pseudophragmites (Haller f.) Koeler
- Calamagrostis pungens Tovar
- Calamagrostis purpurascens R.Br.
- Calamagrostis purpurea (Trin.) Trin.
- Calamagrostis pusilla Reeder
- Calamagrostis quadriseta (Labill.) Spreng.
- Calamagrostis radicans Vaniot
- Calamagrostis ramonae Escalona
- Calamagrostis rauhii Tovar
- Calamagrostis recta (Kunth) Trin. ex Steud.
- Calamagrostis reflexa (Vickery) Govaerts
- Calamagrostis reitzii Swallen
- Calamagrostis × rigens Lindgr.
- Calamagrostis rigescens (J.Presl) Scribn.
- Calamagrostis rigida (Kunth) Trin. ex Steud.
- Calamagrostis rodwayi (Vickery) Govaerts
- Calamagrostis rosea (Griseb.) Hack.
- Calamagrostis rubescens Buckley
- Calamagrostis rupestris Trin.
- Calamagrostis sachalinensis F.Schmidt
- Calamagrostis sajanensis Malyschev
- Calamagrostis salina Tzvelev
- Calamagrostis scaberula Swallen
- Calamagrostis scabrescens Griseb.
- Calamagrostis scabriflora Swallen
- Calamagrostis sclerantha Hack.
- Calamagrostis sclerophylla (Stapf) Hitchc.
- Calamagrostis scopulorum M.E.Jones
- Calamagrostis scotica (Druce) Druce
- Calamagrostis sesquiflora (Trin.) Tzvelev
- Calamagrostis setiflora (Wedd.) Pilg.
- Calamagrostis sichuanensis J.L.Yang
- Calamagrostis sikangensis (Keng) P.C.Kuo & S.L.Lu ex J.L.Yang
- Calamagrostis sinelatior (Keng) P.C.Kuo & S.L.Lu ex J.L.Yang
- Calamagrostis smirnowii Litv. ex Petrov
- Calamagrostis spicigera (J.Presl) Steud.
- Calamagrostis spruceana (Wedd.) Hack. ex Sodiro
- Calamagrostis srilankensis Davidse
- Calamagrostis staintonii G.Singh
- Calamagrostis stenophylla Hand.-Mazz.
- Calamagrostis steyermarkii Swallen
- Calamagrostis stolizkai Hook.f.
- Calamagrostis stricta (Timm) Koeler
- Calamagrostis' × strigosa (Wahlenb.) Hartm.
- Calamagrostis subacrochaeta Nakai
- Calamagrostis × subchalybaea Tzvelev
- Calamagrostis × subepigeios Tzvelev
- Calamagrostis sublanceolata Honda
- Calamagrostis × submonticola Prob.
- Calamagrostis × subneglecta Tzvelev
- Calamagrostis suka Speg.
- Calamagrostis tacomensis K.L.Marr & Hebda
- Calamagrostis tarmensis Pilg.
- Calamagrostis tashiroi Ohwi
- Calamagrostis × tatianae Prob.
- Calamagrostis teberdensis Litv.
- Calamagrostis teretifolia Laegaard
- Calamagrostis tianschanica Rupr.
- Calamagrostis tibetica (Bor) Tzvelev
- Calamagrostis tolucensis (Kunth) Trin. ex Steud.
- Calamagrostis × torgesiana Hausskn.
- Calamagrostis trichodonta (Wedd.) Soreng
- Calamagrostis turkestanica Hack.
- Calamagrostis tweedyi (Scribn.) Scribn.
- Calamagrostis tzvelevii Hüseyin
- Calamagrostis × uralensis Litv.
- Calamagrostis × ussuriensis Tzvelev
- Calamagrostis valida Sohns
- Calamagrostis varia (Schrad.) Host
- Calamagrostis × vassiljevii Tzvelev
- Calamagrostis velutina (Nees & Meyen) Steud.
- Calamagrostis veresczaginii Zolot.
- Calamagrostis vicunarum (Wedd.) Pilg.
- Calamagrostis villosa (Chaix) J.F.Gmel.
- Calamagrostis × vilnensis Besser
- Calamagrostis violacea (Wedd.) Hack.
- Calamagrostis viridiflavescens (Poir.) Steud.
- Calamagrostis viridis (Phil.) Soreng
- Calamagrostis vulcanica Swallen
- Calamagrostis yanyuanensis J.L.Yang
- Calamagrostis × yatabei Maxim.
- Calamagrostis youngii (Hook.f.) Buchanan
- Calamagrostis zenkeri (Trin.) Davidse
- Calamagrostis × zerninensis Lüderw.